# Gilliam megye
Gilliam megye az Amerikai Egyesült Államokban, azon belül Oregon államban található. Megyeszékhelye, egyben legnagyobb városa Condon. Lakosainak száma 1995 fő (2020. április 1.).

## Szomszédos megyék
- Klickitat megye (észak)
- Morrow megye (kelet)
- Wheeler megye (dél)
- Wasco megye (délnyugat)
- Sherman megye (nyugat)

## Népesség
A megye népességének változása:
| Lakosok száma | 1871 | 1953 | 1948 | 1947 | 1859 | 1995 |
|               | 2010 | 2011 | 2012 | 2013 | 2015 | 2020 |